# ناصر عويص
الأسير الفلسطيني ناصر محمود أحمد عويص (11 يناير 1970) هو أحد الأسرى الفلسطينيين في سجون الاحتلال، محكوم بأربعة عشر مؤبداً وخمسين عاماً وستة أشهر، ولد في مخيم بلاطة في نابلس، بعد أن هجّرت عائلته عام 1948 من قرية الشيخ مونس قضاء يافا .في 19 يناير 1986، وحين كان ناصر في السادسة عشرة فقط، اعتقلته سلطات الاحتلال بتهمة إلقاء قنابل مولوتوف وتنظيم أشبال في صفوف حركة فتح وقيادة خلية عسكرية. وحكم بالسجن لخمس سنوات، وفي السجن أصبح عضو لجنة مركزية. خرج من السجن ليشارك مباشرة في فعاليات الانتفاضة الأولى وأنشطتها المختلفة، ليصبح مطارداً للاحتلال، ويتم إبعاده في 17 يوليو 1992 إلى الأردن لمدة ثلاث سنوات، ومعه ياسر البدوي وماجد إسماعيل المصري، وربما يكون بذلك أحد أصغر المبعدين في تاريخ القضية الفلسطينية، حيث جرى إبعاده بعد حصار دام 4 أيام لجامعة النجاح الوطنية، ليعود لاحقًا إلى فلسطين عام 1995.
انتخب رئيساً للجنة العلاقات العامة في اللجنة التنظيمية لحركة فتح عام 1996، وفي نفس العام يصاب برصاصة في ساقه في إحدى فعاليات انتفاضة النفق. وعلى عكس كثير من المناضلين الميدانيين لم يكتف ناصر بالنضال العسكري، بل كان عضواً إداريا في مركز يافا الثقافي في لجنة الدفاع عن حقوق اللاجئين الفلسطينيين، وعضو اللجنة التأسيسية واللجنة الإدارية لمنظمة الشبيبة الفتحاوية، وكان من قادة حركة الشبيبة الفتحاوية في جامعة النجاح الوطنية، وقد تخرج ناصر من كلية الآداب قسم علم الاجتماع في جامعة النجاح الوطنية.
كان من قادة معركة قبر يوسف في بداية الانتفاضة الثانية، كما أسس مع مجموعة من كوادر حركة فتح كتائب شهداء الأقصى في مخيم بلاطة، وأصبح لاحقًا قائد الكتائب في مخيم بلاطة، مما جعله من أبرز المطلوبين لإسرائيل.
اعتقل بتاريخ 13 أبريل 2002 ، وكانت التهمة قيادة والمشاركة بتأسيس كتائب شهداء الأقصى وتخطيط وتنفيذ عدة عمليات عسكرية، لكنه رفض الاعتراف بشرعية المحاكمات، فحكم عليه بالسجن المؤبد 14 مرة، إضافة إلى 50 عاماً أخرى وستة أشهر إضافية. تم نقله إلى زنزانة انفرادية في سجن بئر السبع العسكري في صحراء النقب عقابا له على مقابلة صحفية لجريدة الشرق الأوسط عبر الهاتف وتخوفاً من أن يكون قد تمكن بالاتصال مع الكتائب بالخارج.
بقي أن أذكر أن لناصر شقيق شهيد هو زهير عويص، وعم شهيد هو محمد عويص، وأن والده قد توفي خلال فترة اعتقاله.

## رسالة من الاسيرين ناصر عويص وماجد المصري
دعا الاسيران ناصر عويص وماجد إسماعيل المصري في رسالة من سجن نفحة إلى دعم وإسناد القيادة الفلسطينية والتي تُمارس عليها كافة الضغوطات لتثنيها عن التصدي للصفقات المشبوهة.
كما طالب الاسيران للعمل الفوري والإسراع في تجسيد معالم الوحدة الوطنية على الأرض التي هي مسؤولية الكل الفلسطيني.

## وصلات خارجية
- برنامج لاجلكم حلقة اهالي الاسيريين ناصر عويص ، وأحمد ابوخضر على قناة فلسطين على موقع يوتيوب